# Тіґазе
Ті́ґазе (ест. Tigase küla) — село в Естонії, у волості Кастре повіту Тартумаа.

## Населення
Чисельність населення на 31 грудня 2011 року становила 68 осіб.

## Історія
До 24 жовтня 2017 року село входило до складу волості Мякса.